# ウォルデン・L・エインズワース
“パグ”ウォルデン・リー・エインズワース（Walden Lee "Pug" Ainsworth, 1886年11月10日-1960年8月7日）。は、アメリカ海軍の軍人、最終階級は中将。
第二次世界大戦中のソロモン諸島の戦いにおける水上戦闘で、アーロン・S・メリル少将（海軍兵学校（アナポリス）1912年組）とともに巡洋艦と駆逐艦の部隊を率いて日本艦隊と対決し、海軍十字章、海軍殊勲章およびレジオン・オブ・メリットを受章したが、戦闘そのものはメリルとは違って苦杯をなめるものが多かった。

## 生涯

### 第一次大戦まで
“パグ”こと、ウォルデン・リー・エインズワースは1886年10月5日にミネソタ州ミネアポリスで生まれる。1906年6月21日に海軍兵学校（アナポリス）に入学し、1910年6月3日に卒業して少尉候補生となる。卒業年次から「アナポリス1910年組」と呼称されたこの世代の同期には、のちに空母任務部隊を率いるマーク・ミッチャー、フレデリック・C・シャーマン、チャールズ・A・パウナルらがいる。卒業後最初の2年間は戦艦「アイオワ」と輸送艦「プレーリー」に配属され、1914年春に戦艦「フロリダ」 (USS Florida, BB-30) に配属される。「フロリダ」に配属されて間もない4月21日のベラクルス戦役に参加し、1917年5月に沿岸防衛艦「ディカーブ」 (USS DeKalb, ID-3010) に移るまで、「フロリダ」に乗艦した。途中参戦した第一次世界大戦では「ディカーブ」および沿岸防衛艦「アメリカ」 (USS America, ID-3006) での勤務に大半が費やされ、大戦最後の数カ月間は装甲巡洋艦「フレデリック」 (USS Frederick, ACR-8) ですごした。

### 戦間期
1919年2月、エインズワースはウェストバージニア州チャールズタウンにある海軍の弾丸工場で検査官を2年務め、その後は「ハンコック」 (USS Hancock, AP-3) の副長を務めた。軽巡洋艦「バーミングハム」 (USS Birmingham, CL-2) での短期間の務めのあと駆逐艦「マーカス」 (USS Marcus, DD-321) の艦長、ピッツバーグで兵器監督官を歴任し、1924年8月からはブルックリン海軍工廠に赴任する。
エインズワースは1925年末、兵器に関する知識を買われてアジア艦隊砲術参謀、駆逐部隊司令官の地位に納まる。1927年7月から1928年の夏の後半まで駆逐艦「ポール・ジョーンズ」 (USS Paul Jones, DD-230) の艦長を務め、アナポリスでの航海術の講師に転じて3年間勤めた。1930年から1931年にかけては再び海上勤務に戻り、戦艦「アイダホ」 (USS Idaho, BB-42) の航海士官となる。重巡洋艦「ペンサコーラ」 (USS Pensacola, CA-24) 勤務、第14海軍区の通信参謀を経てニューポートの海軍大学校上級課程を受講し、1936年6月からは戦艦「ミシシッピ」 (USS Mississippi, BB-41) 副長に任ぜられ、2年後の1938年からはニューオーリンズにあるチュレーン大学において海軍学と戦術の教授を務めた。

### 第二次世界大戦
第二次世界大戦開戦から1年が経とうとしていた1940年7月22日、エインズワースは第2駆逐部隊司令に就任。1941年12月19日には「ミシシッピ」に戻って艦長を務めた。その直前の真珠湾攻撃で大打撃を蒙った太平洋艦隊の補強のため、「ミシシッピ」も太平洋戦線に回されることとなった。次いで1942年7月4日、エインズワースは太平洋艦隊所属のすべての駆逐艦を統括する司令官に就任する。
ソロモン諸島の戦いのうち、8月7日からのガダルカナル島の戦いは12月に入ろうとするころには終盤戦に差し掛かっていた。その折の11月30日から12月1日にかけての深夜に起こったルンガ沖夜戦で、カールトン・H・ライト少将（アナポリス1912年組）率いる第67任務部隊は田中頼三少将の第二水雷戦隊の一隊によって、エインズワースのかつての乗艦「ペンサコーラ」を含む重巡洋艦群が手痛い損害を受けた。南太平洋軍司令官ウィリアム・ハルゼー大将（アナポリス1904年組）は第67任務部隊の立て直しを図り、12月10日付でエインズワースをライトの後任として第67任務部隊司令官に据えた。軽巡洋艦を中心に再建された第67任務部隊は、エインズワースに率いられガダルカナル島から日本軍を追い出す最後の戦いの支援に任じた。特にニュージョージア島ムンダに新たに建設されていた日本軍飛行場に対する艦砲射撃を行った戦闘行動は「エインズワース・エクスプレス」とも呼称され、歴史家サミュエル・E・モリソンに「基地攻撃に関する長期間にわたるお手本」と評された。1943年1月5日のムンダ砲撃からの帰途、第67任務部隊は4機の日本軍機の空襲を受け、そのうちの1機を撃墜したが、これは軽巡洋艦「ヘレナ」 (USS Helena, CL-50) の5インチ砲弾に装着された近接信管が初めて作用した戦闘となった。3月に入り合衆国艦隊の再編成が行われて南太平洋部隊は「第3艦隊」と呼称されるようになり、水陸両用戦部隊以外は「第36任務部隊」と改められてエインズワースはメリルとともに巡洋艦・駆逐艦部隊を率いることとなった。厳密には、2月から5月までの間は「第18任務部隊」を名乗っており、「ザ・スロット」と呼ばれたニュージョージア海峡で行動した。

### クラ湾とコロンバンガラ島
ハルゼーは南太平洋軍司令官ダグラス・マッカーサー大将らとの調整を経てニュージョージア島の戦いの計画を進め、作戦は6月20日から始まった。主にムンダをめぐる戦闘が中心であったが、戦闘は難航を極めた。ムンダ方面の戦線が膠着しつつあるのを見て、ハルゼーは支援のためにニュージョージア島北西部に新規部隊を上陸させて、日本軍の背後を突かせることとした。エインズワースは第36.1任務群を率いてアメリカ第37歩兵師団三個大隊を乗せた高速輸送艦を主体とする輸送船団を護衛し、クラ湾に面した地域に部隊を上陸させる。しかし、第36.1任務群は輸送作戦に従事中の第三水雷戦隊（秋山輝男少将）の一隊に発見されており、一隊は輸送作戦を止めて魚雷を発射し、去っていった。第36.1任務群はビラの日本軍飛行場への艦砲射撃を行っていたが、魚雷が「ストロング」 (USS Strong, DD-467) に命中し、さらにバイロコの呉第六特別陸戦隊からの砲撃で痛めつけられた「ストロング」は沈没し、「「ストロング」が潜水艦に撃沈された」と思い込んだエインズワースは、救助作業ののち任務群をまとめてガダルカナル島沖に引き返した。間もなく、ハルゼーから新手の「東京急行」の出動を知らされたエインズワースは、任務群の顔ぶれを少し改めて「戦闘を熱望して」クラ湾に急行した。
エインズワースは任務群の配置を、「駆逐艦を前後に配して巡洋艦を真ん中に置く」という、ルンガ沖夜戦前にトーマス・C・キンケイド少将（アナポリス1908年）が考案した布陣をそのまま流用。戦術自体は、軽巡洋艦がさきに発砲し、魚雷回避のため軽巡洋艦を退避させた後、駆逐艦に突撃させるというものに改められた。エインズワースの旗艦である軽巡洋艦「ホノルル」 (USS Honolulu, CL-48) のレーダーが第三水雷戦隊をとらえ、「ヘレナ」および「セントルイス」 (USS St. Louis, CL-49) とともに砲撃を開始し、第三水雷戦隊旗艦の駆逐艦「新月」に火災を発生させて撃沈してもう1隻を大破させたと判断したが、「新月」、「涼風」および「谷風」から発射された魚雷により「ヘレナ」が沈没した（クラ湾夜戦）。エインズワースはハルゼーに対して景気のよい戦果報告を行った。
コロンバンガラ島への輸送作戦が海戦により打ち切られた日本軍は、第二水雷戦隊（伊崎俊二少将）を送り込んで輸送作戦を再興する。この動きを察知したハルゼーはエインズワースに対して再び「東京急行」の迎撃を命じる。このとき、第36.1任務群は「ヘレナ」の喪失によりニュージーランド海軍の軽巡洋艦「リアンダー」 (HMNZS Leander) を編入して巡洋艦3隻体制を維持し、前衛と後衛の駆逐艦を増強した。戦術もクラ湾夜戦でのものを止めて、キンケイドが考案したとおりのものに戻した。第36.1任務群と第二水雷戦隊が激突したコロンバンガラ島沖海戦は、第二水雷戦隊旗艦の軽巡洋艦「神通」に集中砲火を浴びせて撃沈したものの、一週間前と同様に魚雷のファランクスによって駆逐艦「グウィン」 (USS Gwin, DD-433) が沈没し、「ホノルル」、「セントルイス」および「リアンダー」の3巡洋艦にも魚雷が命中して「ホノルル」と「セントルイス」は艦首が破壊され、「リアンダー」は航行不能となった。日本軍の輸送作戦も阻止できず、第36.1任務群は痛々しく引き揚げた。エインズワースは一週間前とは打って変わって控えめな態度に徹し、ハルゼーも戦果を知るまでは祝いの言葉を言わなかった。月の上半期の間に相手部隊の旗艦2隻を撃沈するなどの戦果をあげたエインズワースの第36.1任務群ではあったが、巡洋艦がひどく痛めつけられたため、事実上戦闘からは脱落した。
一連の戦闘に対してエインズワースには、クラ湾夜戦での功績で海軍十字章を、ソロモン方面の水上戦闘全般に対する功績で海軍殊勲章をそれぞれ受章した。しかし、太平洋艦隊司令長官チェスター・ニミッツ元帥（アナポリス1905年組）は後年の回想で、クラ湾夜戦とコロンバンガラ島沖海戦におけるエインズワースの戦いぶりについて、以下のように評した。
ニミッツはまた、「名前が光っている」「こんどの戦争の海戦をもっとも巧みに戦った人たち」としてメリル、アーレイ・バーク（アナポリス1923年組）、フレデリック・ムースブラッガー（アナポリス1923年組）の3名を挙げた。ニミッツの視点では、エインズワースは「こんどの戦争の海戦をもっとも巧みに戦った人」とは言えなかった。

### その後
1944年に入り、エインズワースはグアムの戦いにおいて巡洋艦と駆逐艦の部隊を率い、火力支援に任じた。一連の戦いを通じエインズワースは、巡洋艦と駆逐艦、および哨戒艦艇の運用に優れた手腕を見せ、その功績により二度目のレジオン・オブ・メリットを受章したが、実際には代わりの金星章が授与された。1944年10月31日から1945年7月14日までは、太平洋艦隊のすべての巡洋艦部隊と駆逐艦部隊の総司令官を務めた。
エインズワースは1945年夏に帰国し、8月20日から9月2日まで第5海軍区司令官の地位を務めたあと中将に昇進し、1948年12月1日に退役した。1959年8月15日に死去したかつての上官ハルゼーの国葬では、終始ハルゼーの「最後の旅」に付き従った。エインズワースがワシントンにおいて73歳で亡くなったのは、およそ1年後の1960年8月7日のことであった。エインズワースはアーリントン国立墓地に埋葬されている。
1972年に就役したノックス級フリゲート「エインズワース」 (USS Ainsworth, FF-1090) は、エインズワースを記念して命名された。